# Albești, Mureș
Albești, mai demult Ferihaz, Firighaz (în dialectul săsesc Weisskirich, Veeskirχ, în germană Weissenkirch, Weißkirch bei Schäßburg, în maghiară Fehéregyháza, Fejéregyháza, Magyar-Fehéregyháza, Fejéregyháza) este satul de reședință al comunei cu același nume din județul Mureș, Transilvania, România.

## Localizare
Localitatea este situată pe drumul european E60, la o distanță de 5 km față de orașul Sighișoara și este străbătută de râul Târnava Mare.
Localitățile comunei sunt accesibile după cum urmează: Albești E60 pe DN13, DC51 și CF300; Boiu și Țopa (la o distanță de 4 km față de localitatea de referință) din DC 51 iar Șapartoc ( 14 km din DC 55. Jacul este situat la 8km față de satul Boiu.
Datorită poziției geografice, comuna se situează ca rang I de dezvoltare, în legătură cu localitățile învecinate prin : E60 - DN13 Târgu-Mureș, Sighișoara, Comuna Vânători, comuna Saschiz și județul Brașov; DC55 cu Sighișoara, CF 300 cu Mediaș, comuna Daneș, Sighișoara, comuna Saschiz și Brașov.
Poziția Geografică
Comuna Albești este așezată în partea de sud-est a județului Mureș, având limitele administrative cu județul Harghita în partea  de est și cu municipiul Sighișoara  în vest.
Coordonatele geografice ale comunei  sunt 46°14ʼ20” latitudine nordică și 24°51′30″ longitudine estică -coordonate valabile pentru centrul de comună-localitatea Albești.
Satul Albești se găsește la contactul dintre culoarul hidrografic al Târnavei Mari cu Dealurile Târnavei Mici în nord și Podișul Hârtibaciului în sud.
În partea de sud-est a județului Mureș, se învecinează cu Județul Harghita și comuna Vânători în partea de est, comuna Apold în sud, municipiul Sighișoara în vest, comuna Nadeș în nord-vest și comuna Vețca în sud.
Așezarea este proporțională în cadrul celor trei unități majore de relief: Podișul Hârtibaciului - partea sudică, Culoarul Târnavei Mari - partea centrală; Dealurile Târnavei Mici- partea nordică.
Hidrografic Satul Albești  se află în zona mediană a bazinului hidrografic al Târnavei Mari la confluența acesteia cu văile Dracului, Șapartoc, Viilor, Rogoz, iar în partea nordică cu bazinul hidrografic al Târnavei Mici, prin intermediul văii Jacu.

## Istoric
Conform Repertoriului Arheologic Național al Ministerului Culturii sunt înregistrate următoarele descoperiri arheologice în punctul La Cetățea:
| Tip                  | Epoca                                | Cultura     | Descriere/ Observații |
| Așezare              | Bronzului timpuriu                   | Coțofeni    | |
| Așezare              | Bronzului mijlociu                   | Wietenberg  | |
| Cetate               | La Tène (sec. I a.Chr.-I p.Chr)      | geto-dacică | Fortificația cetății se află pe vârful dealului, sub forma unei circumvalațiuni, care înconjoară trei părți din vârf, excepție partea vestică (cea mai abruptă). Orientată spre nord, fortificația are o lungime de 80-85 m și o lățime de 35-40 m, închizând în partea superioară un platou oval de 40x40 m. Ioan Marian Țiplic menționează în lucrarea sa Organizarea defensivă a Transilvaniei în Evul Mediu, Secolele X-XIV că fortificația dacică datează din sec. I-II. |
| Mormânt de inhumație | La Tène                              | neprecizată | |
| Așezare              | Medievală timpurie (sec. VII - VIII) |             | |
| Cetate               | Medievală timpurie (sec. IX - XI)    | neprecizată | Șanțul și valul de apărare au împreună 15-20 m lățime în marginile de nord și sud. Ioan Marian Țiplic în Organizarea defensivă a Transilvaniei în Evul Mediu, Secolele X-XIV, menționează că Fortificația a fost ridicată în perioada dacică și refolosită în perioada medievală timpurie, în sec. IX-X. |

Satul Albești este atestat documentar în anul 1231 sub numele de Alba Ecclesia.
În timpul Revoluției din 1848 au avut loc bătălii importante în comună; aici a murit și poetul maghiar Sándor Petőfi.

## Obiective tursitice

### Fântâna Ispán
Fântâna Ispán se află la marginea drumului național în apropierea satului Albești, unde potrivit legendelor poetul Petőfi a încetat din viață din cauza rănilor primite în bătălia din 1849. Locul este marcat din 1969 de un monument realizat de artistul László Hunyadi.

### Muzeul Petőfi

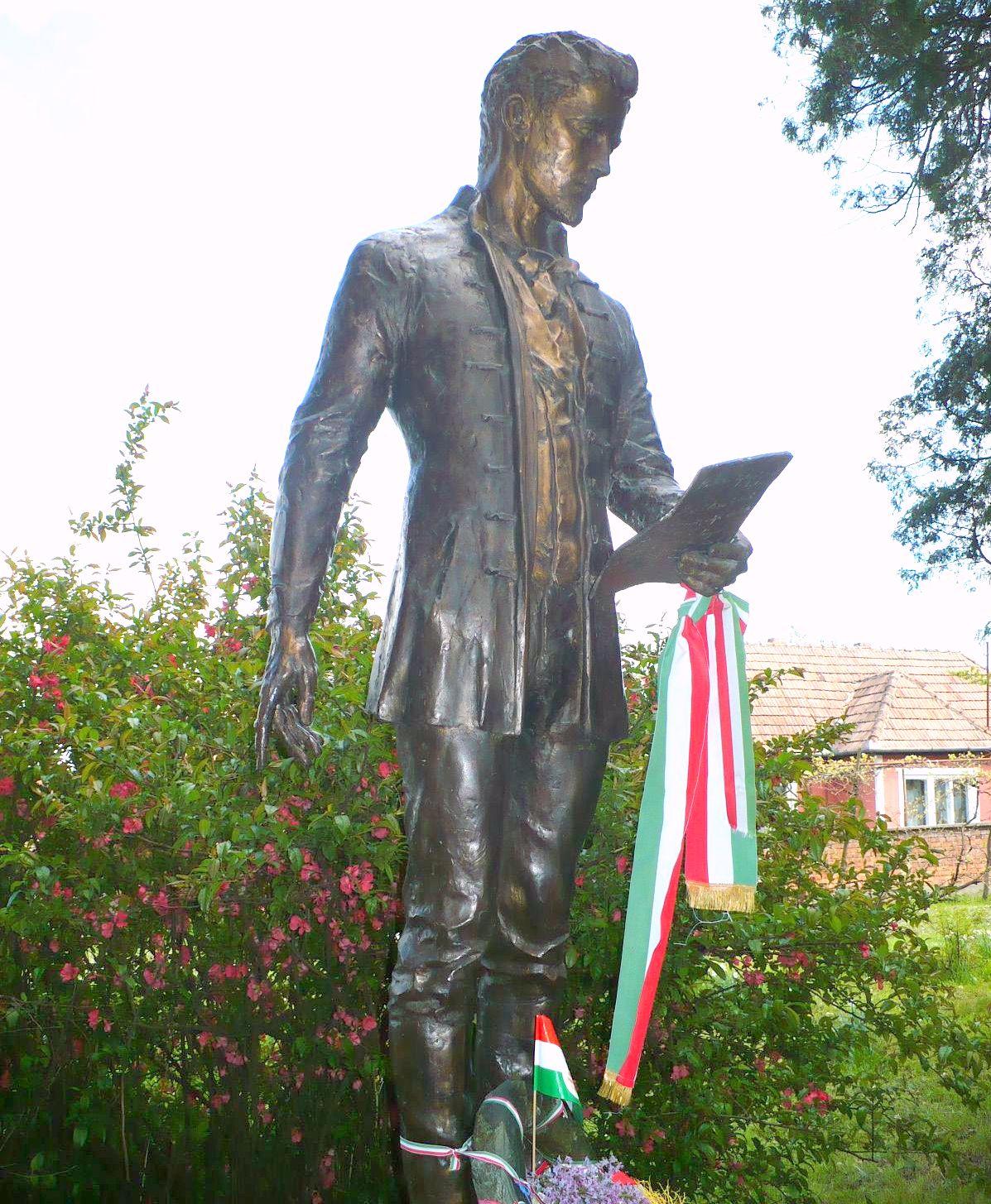
Statuia lui Petőfi

Muzeul Petőfi din Albești cuprinde o expoziție permanentă în amintirea poetului Sándor Petőfi, proeminent în mișcările tinerilor dornici de libertate din 1848-1849 care și-a pierdut viața în bătălia din Albești din 1849.
Clădirea muzeului a fost construită în stil tradițional între anii 1897 - 1898 de contesa Luise Haller (1844-1909). Ea a donat din proprietatea sa terenul pe care se află cel mai mare cimitir comun rămas în urma bătăliei din 31 iulie 1849. Casa are trei săli, prima cameră expune documente care evocă epoca poetului, a doua cameră cuprinde documente despre viața poetului, iar în ultima cameră sunt expuse macheta bătăliei din Albești, respectiv documente, poze și manuscrise.
În incintă se află un parc cu arbori de tuia, cu un obelisc ridicat de fratii Bossini, renumiți arhitecți de origine italiană, plachete legate de bătălie și statuia poetului național. În vârful monumentului este așezat turul (pasăre răpitoare mitologică, descrisă în principal ca un șoim) cu sabie executat de sculptorul Miklós Kőllős. Obeliscul a devenit simbol național maghiar și simbolizează lupta pentru libertate.
De ziua maghiarilor de pretutindeni, respectiv cu ocazia sărbătorii naționale parcul devine neîncăpător. În fiecare vară, în ultima duminică a lunii iulie se organizează Serbarea Petőfi, care comemorează bătălia și dispariția din viață a poetului Sándor Petőfi. Muzeul a funcționat după anii '50 în subordinea Muzeului de istorie din Sighișoara. În prezent complexul memorial aparține de Primăria Comunei Albești. Din anul 1990 se colaborează cu Asociația Culturală „Petőfi Sándor” Albești.

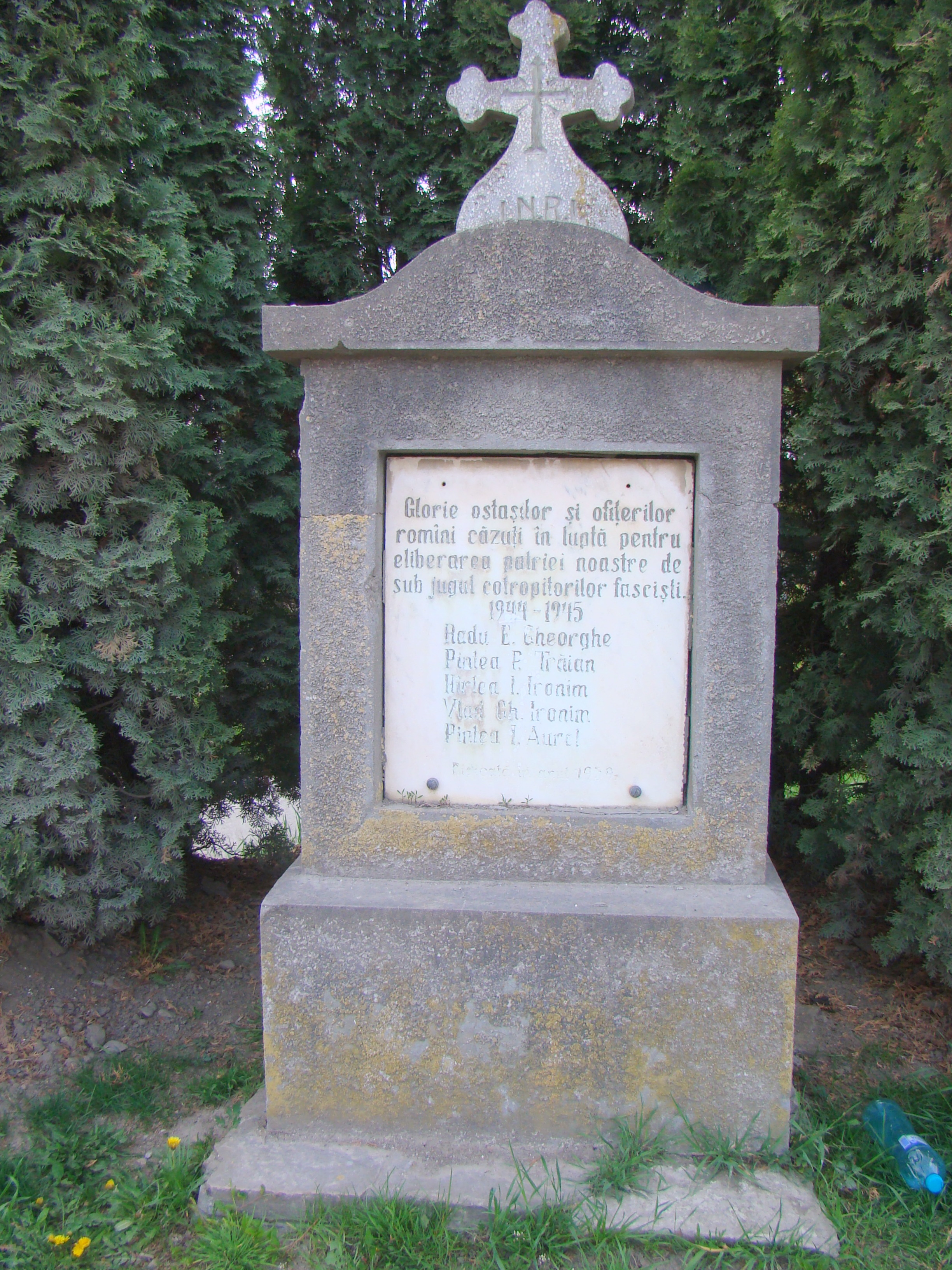
Monumentul Eroilor Români din Al Doilea Război Mondial

### Monumentul Eroilor Români din Al Doilea Război Mondial
Monumentul memorial a fost dezvelit în anul 1959 și este amplasat în centrul localității. Pe un soclu din piatră, în 3 trepte, se află obeliscul de formă dreptunghiulară, terminat cu o boltă. Pe fațada monumentului, într-o firidă, este fixată o placă de marmură ce cuprinde un înscris comemorativ.

## Personalități
- Attila Szabó T. (1906-1987), filolog, profesor universitar.
- Michael Kroner (n. 1934), scriitor de limba germană
- Pr. Prof. Univ. Dr. Ilie Moldovan ( 1928-2012), preot ortodox, prof. univ. dr. la Univ. de Teologie din Sibiu. Din 1976, părintele a fost încadrat în activitatea de îndrumare duhovnicească a studenților din cadrul Institutului Teologic din București. Din 1983 și-a desfășurat activitatea la Facultatea de Teologie Andrei Șaguna din Sibiu, la catedra de Teologie Morală Ortodoxă, formând generații numeroase de studenți, masteranzi și doctoranzi. A fost, de asemenea, conducător de doctorat și profesor consultant, funcție pe care a deținut-o până la trecerea la cele veșnice, în 18 februarie 2012. Părintele Ilie Moldovan a fost înmormântat în cimitirul din satul natal;
- Ilie Moldovan (1928 - 2012), preot, profesor universitar și teolog.
- Eronim Șuteu ( n.30 noiembrie 1926 - d. 3 decembrie 2020), profesor universitar doctor, născut în comuna Albești, jud. Mureș. Profesia a fost doctor veterinar, a profesat la Universitatea de Științe Agricole și Medicină Veterinară, Cluj-Napoca, anii 1996-2010. A scris eseuri și poeme.
- Activitatea profesională:secretar științific al Facultății de Medicină Veterinară între anii 1978-1981.Publică numeroase lucrări științifice în periodice și lucrări de specialitate. Distins cu ”Meritul științific” ”Al.Locusteanu”, clasa a II-a. Academia Română îi oferă premiul ”Traian Săvulescu” pentru volumul Boli parazitare la ecvine 1994. Membru de onoare al Academiei de Științe Agricole și Silvice. Membru -fondator al Fundației Scientia Parazitologica Pro-Vita. A mai creat  Fundația Medicală ”Marius-Șuteu”.[11]
- Titluri științifice: Doctor în medicină veterinară, titlul tezei de doctorat ”Cercetări asupra babesiidozelor la taurine în Transilvania” 1970, București; Doctor Honoris Causa al Universității de Științe Agricole de Medicină Veterinară Banatului, Timișoara 2004.
- Titluri academice: Membru de onoare  al Academiei Științe Agricole și Silvice ”Gheorghe Ionescu Șișești” București 1997.[12]
- Muntean Ene, Alina: n.18 iunie 1973, Albești, jud. Mureș. A studiat la Liceul ”Mircea Eliade” din Sighișoara.Urmează Facultatea de Litere a Universității din București 1995 și Facultatea de Drept din București 2006. Primește titlul de Dr. în filologie  în anul 2008 prin teza sa Roata Vieții-Monografia comunei Albești, Mureș.[13]
- Sabău, Traian n.6 aprilie 1950, satul Țopa, comuna Albești, jud. Mureș.Studii primare și gimnaziale  în satul Boiu; Liceul Teoretic la Sighișoara.Institutul Pedagogic specialitatea istorie - geografie, Tg. Mureș-1973.  Profesor istorie-geografie. A publicat trei cărți: 1.Satul meu Țopa-Fereastră deschisă spre lume - 2008 ; 2. Interferențe artistice Bizanț-Țările Române - 2013; 3.Țopa - satul transilvan de pe Târnava Mare - 2022.[14]
- Sârbu, Ion Eugen n.29 martie 1976. Studii primare și gimnaziale în satul Boiu. Liceul MIU Sighișoara (1990-1994). Facultatea de Istorie, Universitatea ”1 Decembrie  1918” Alba-Iulia.Profesor de Istorie. A publică : Monografia localității Boiu - 2010. Studii și articole: Boiu, aspecte de istorie modernă și contemporană în Anuarul - Alt Schaessburg, nr.1- 2008, p.133-144.; Depopularea Jacului Românesc în perioada comunistă - în Anuarul - Alt Schaessburg,nr. 2-2009, p.148-156; Depopularea Șapartocului în perioada comunistă în Anuarul -Alt Schaessburg, nr. 3 , 2010.[15]
- Marcu Mihail Deleanu n. 21 februarie 1949, sat Boiu, comuna Albești. Studii primare și gimnaziale la Școala generală Boiu 1946-1953; Liceul la Școala Medie de Băieți din Sighișoara 1953-1956; Student la Facultatea de Filologie a Universității din Timișoara 1958-1963; Examenul de licență cu lucrarea ”Monografia graiului din Boiu” 1963; Își desfășoară activitatea de profesor la Reșița; Membru al Uniunii Scriitorilor din România 1990; Cadru didactic asociat la Universitatea ”Eftimie Murgu” din Reșița 1997-2002; Conferențiar titular la aceeași universitate 2002-2010; Este ales în Consiliul de conducere al Societății Române de Dialectologie 2003; Primește Titlul de Cetățean de Onoare al comunei Albești și al satului natal Boiu la data de 18 decembrie 2022, același an și la Caraș-Severin.[16]

## Imagini

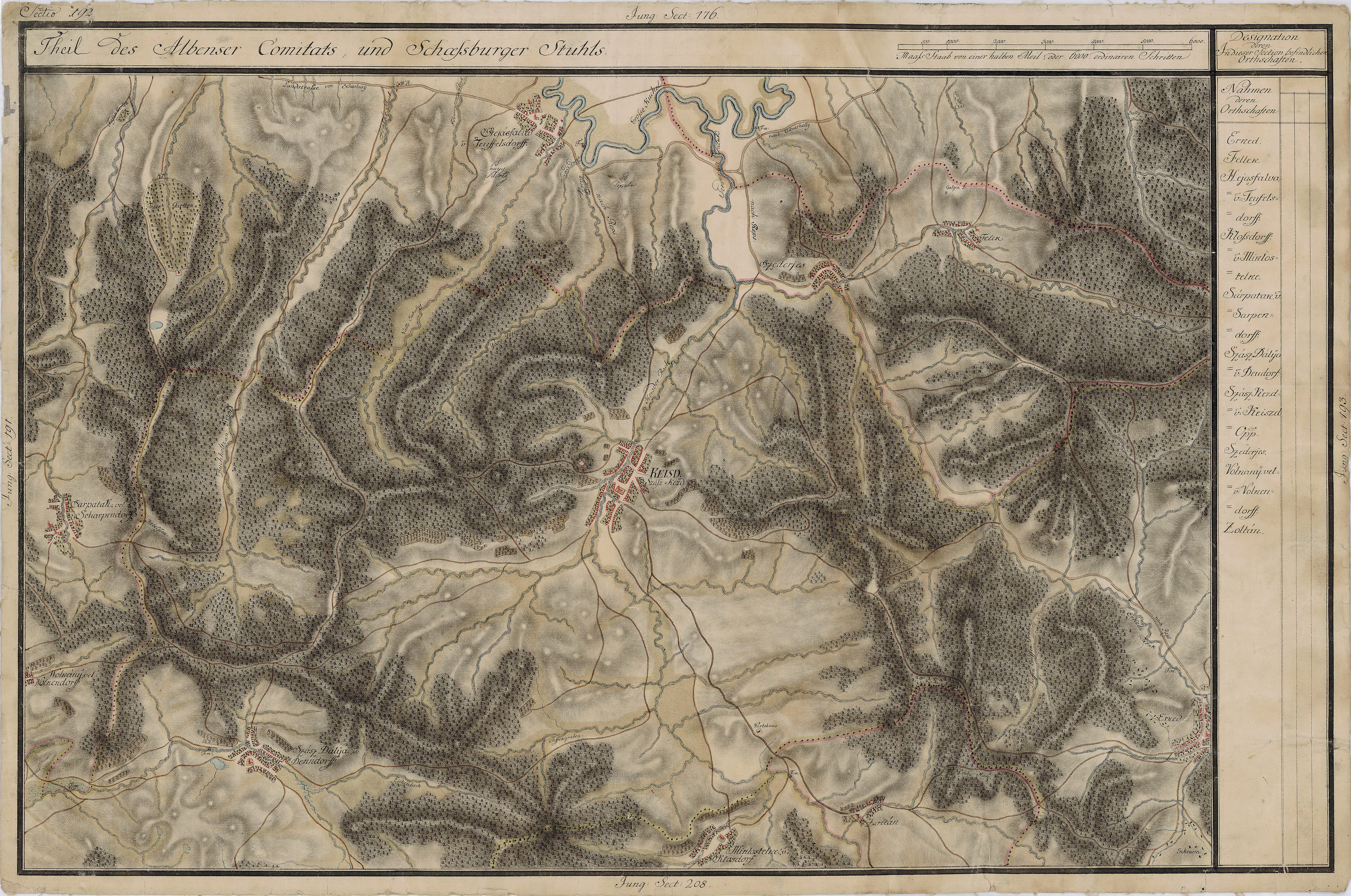
Albești pe Harta Iosefină a Transilvaniei, 1769-1773
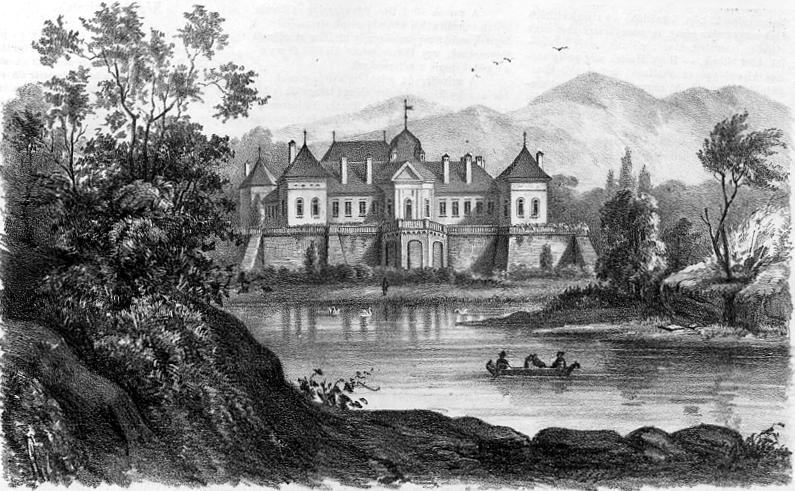
Castelul Haller (cca 1863)
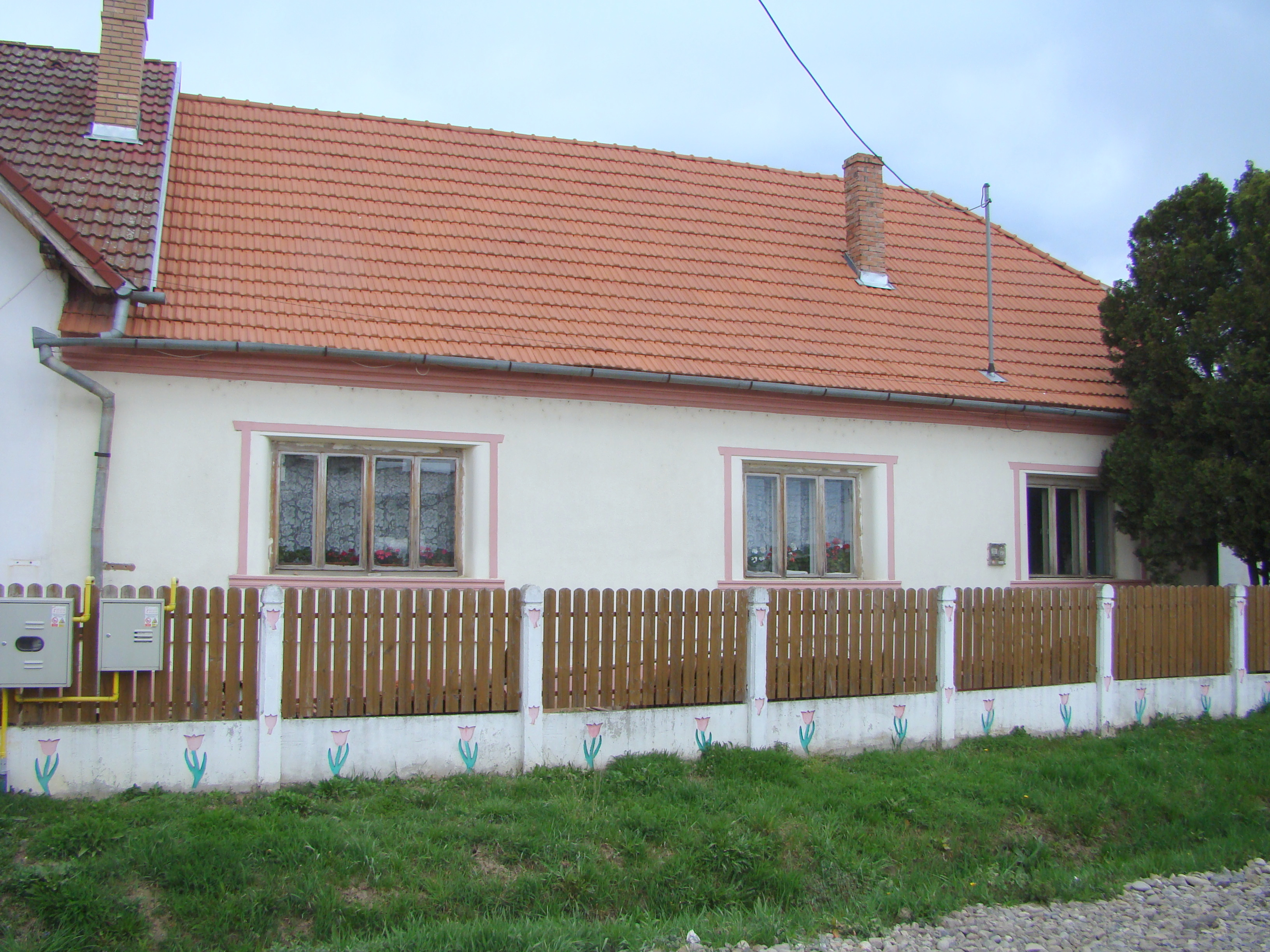
Casa parohială a bisericii reformate (monument istoric)
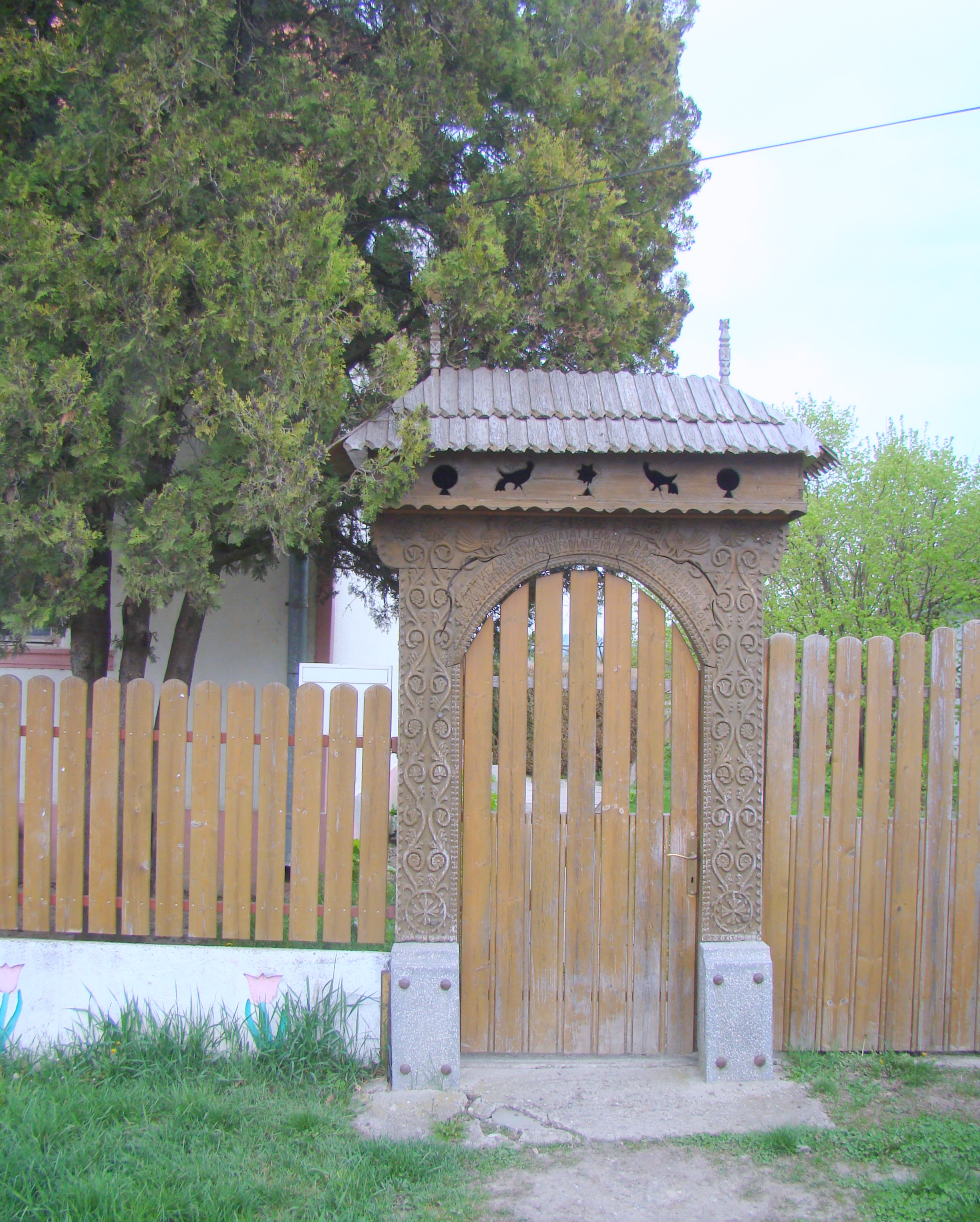
Poarta de lemn a casei parohiale
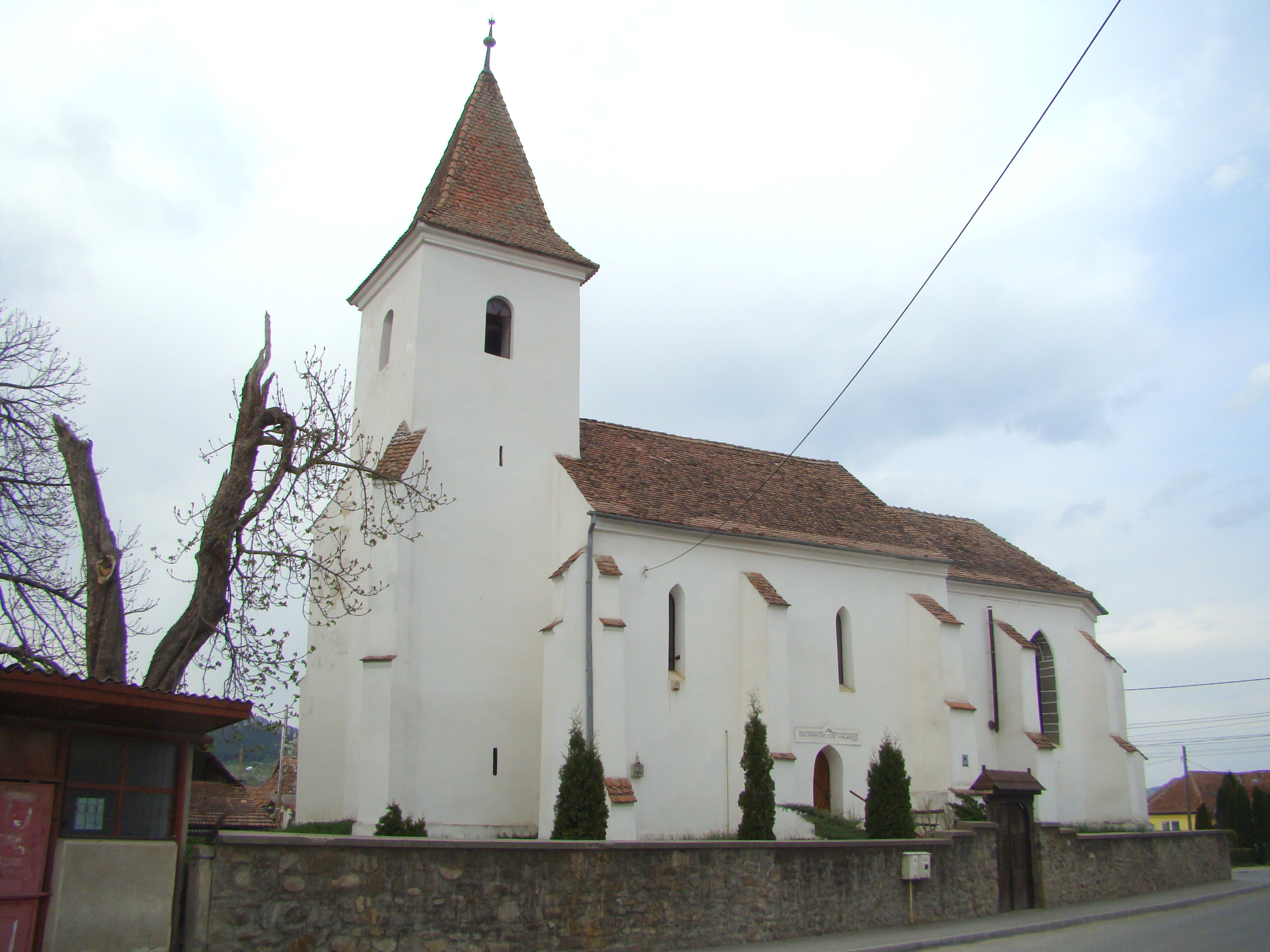
Biserica reformată (monument istoric)
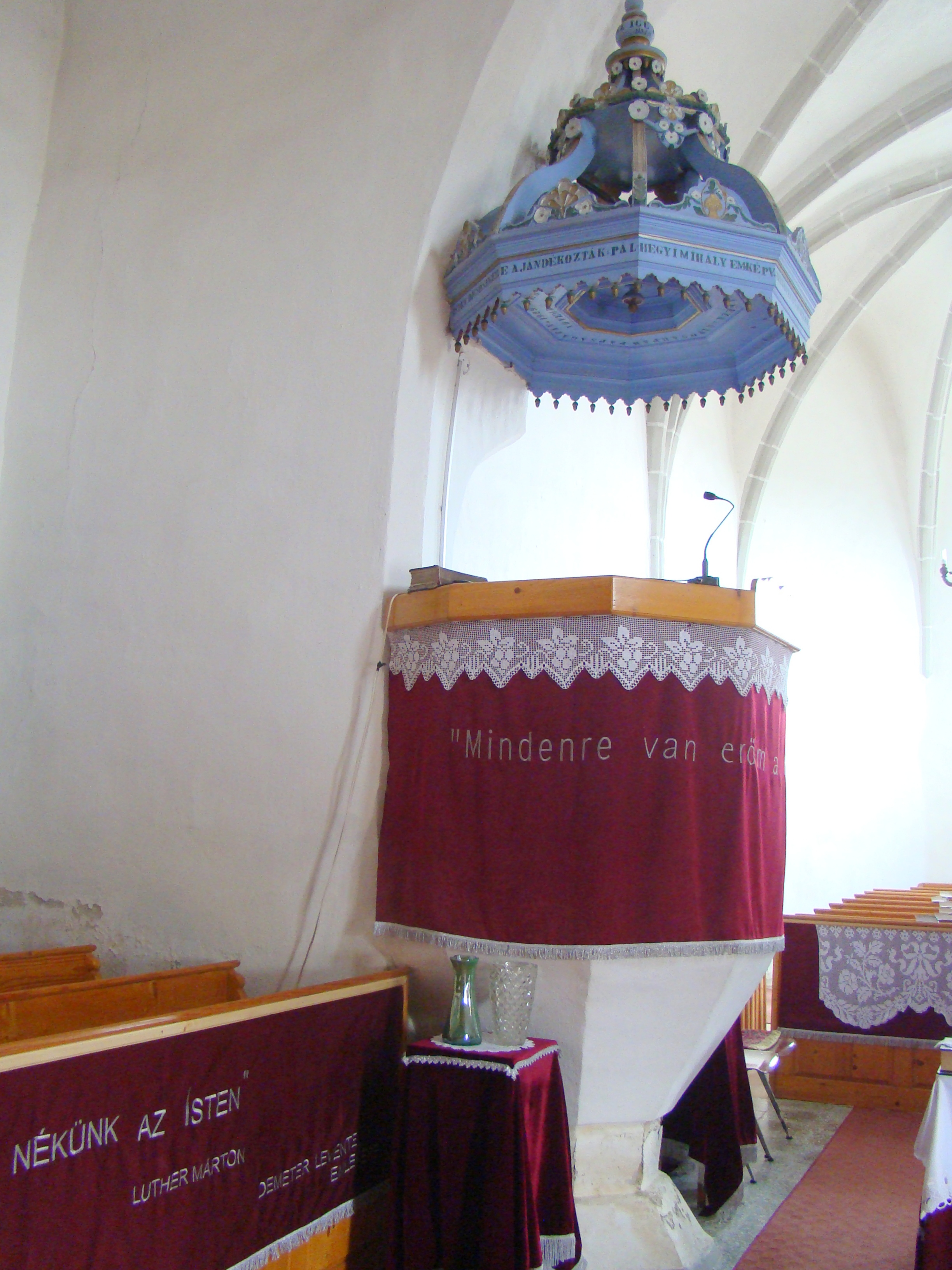
Biserica reformată (amvonul)
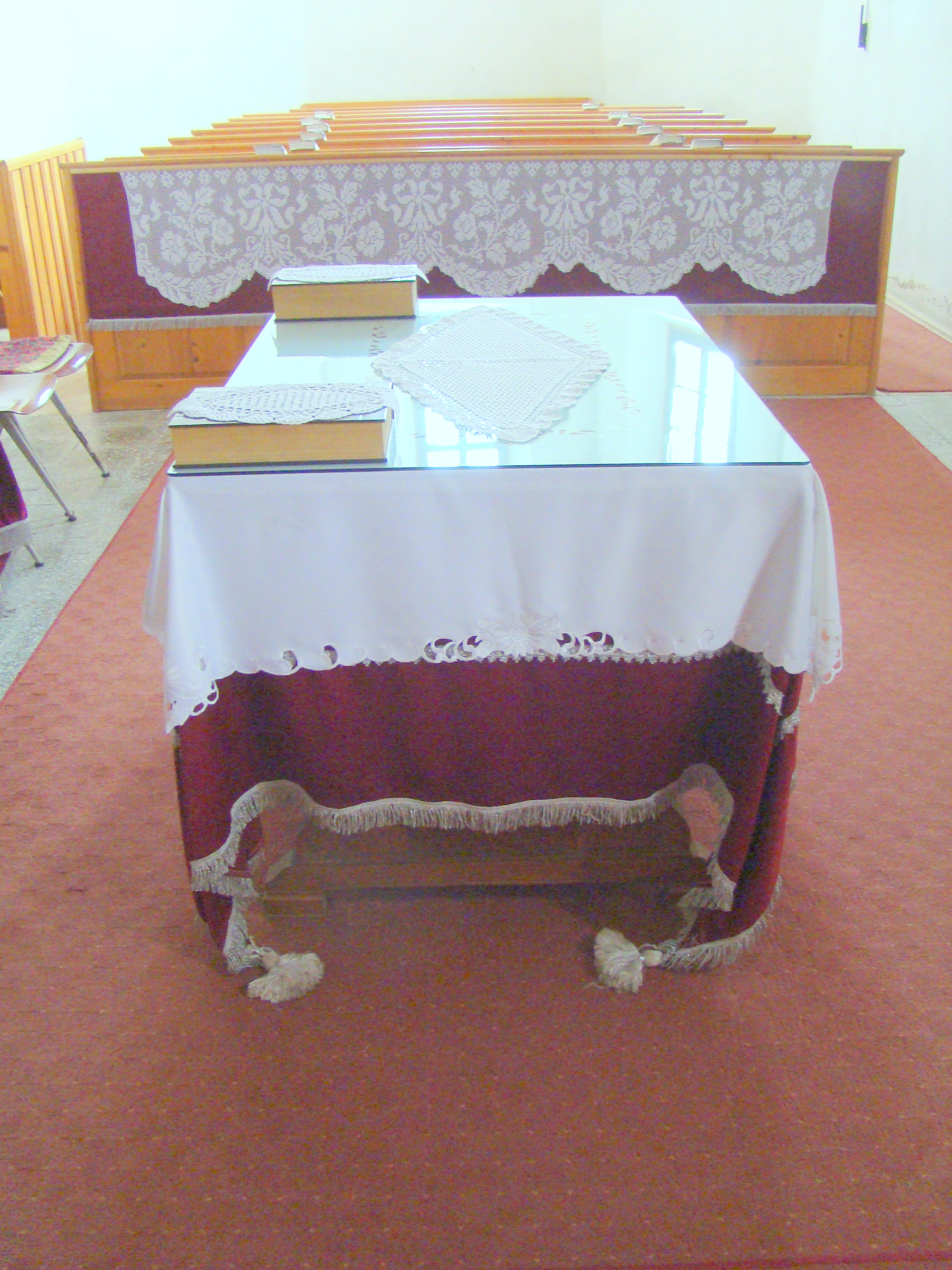
Biserica reformată (Masa Domnului)
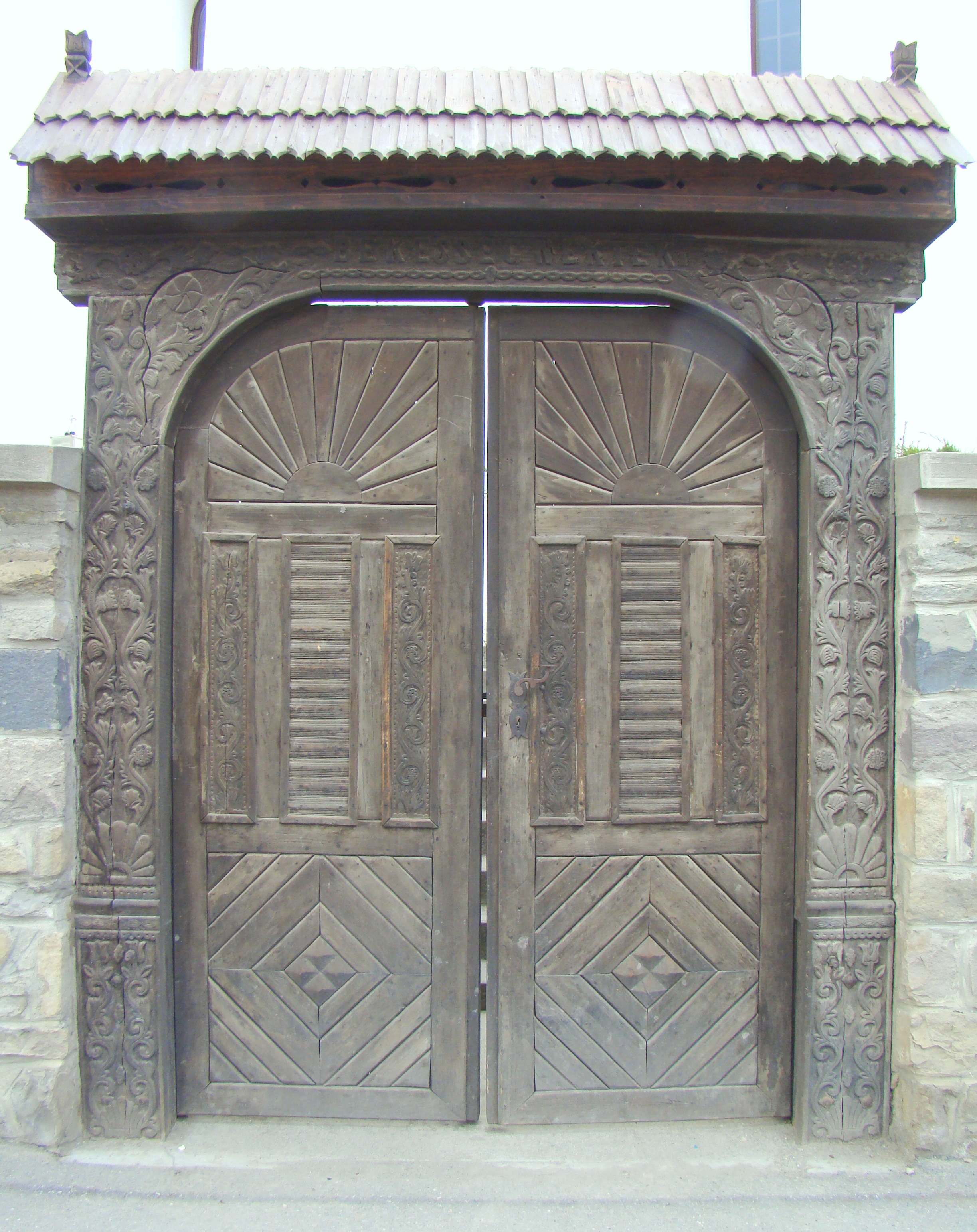
Poarta de lemn a bisericii reformate
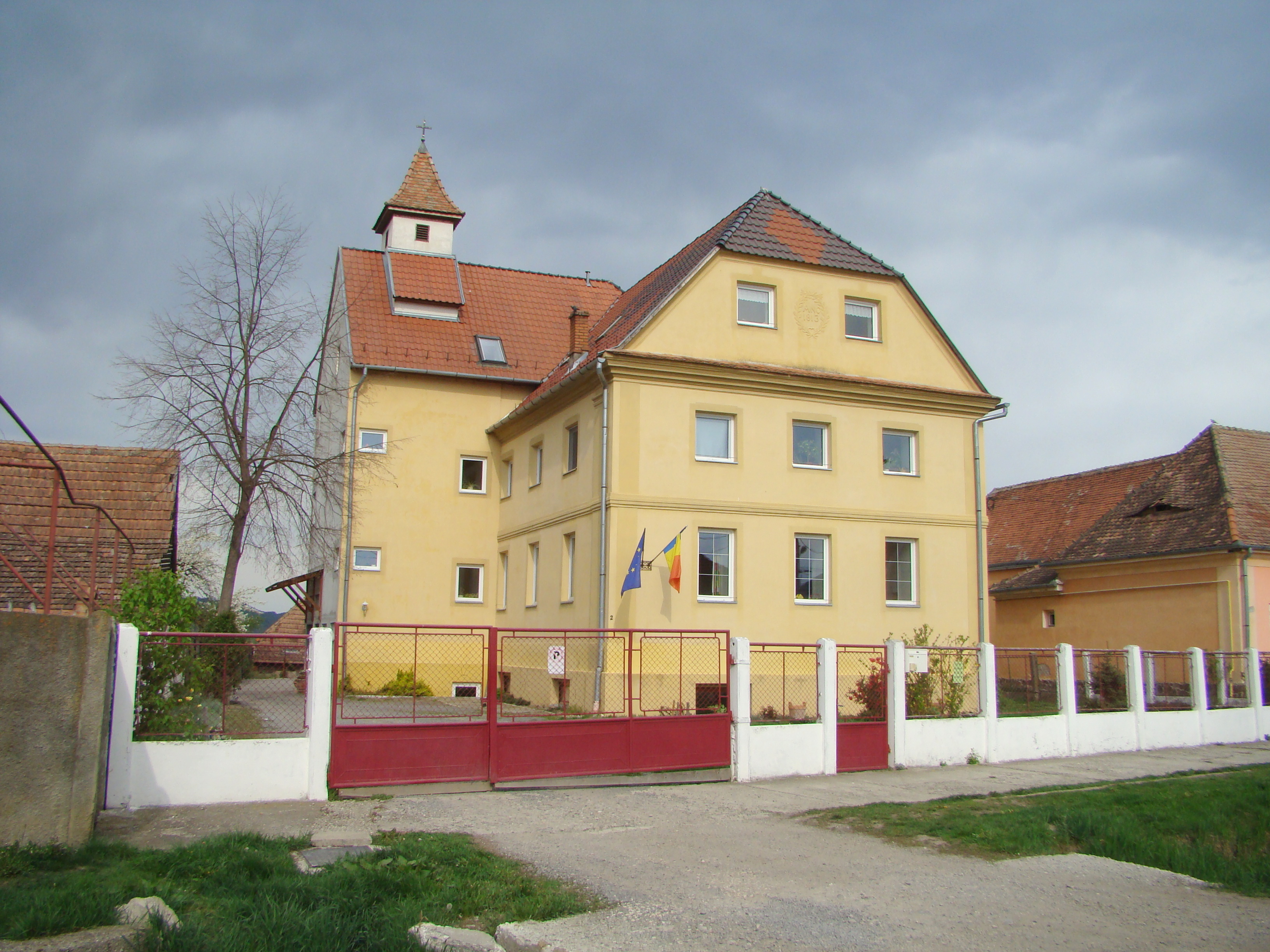
Biserica evanghelică
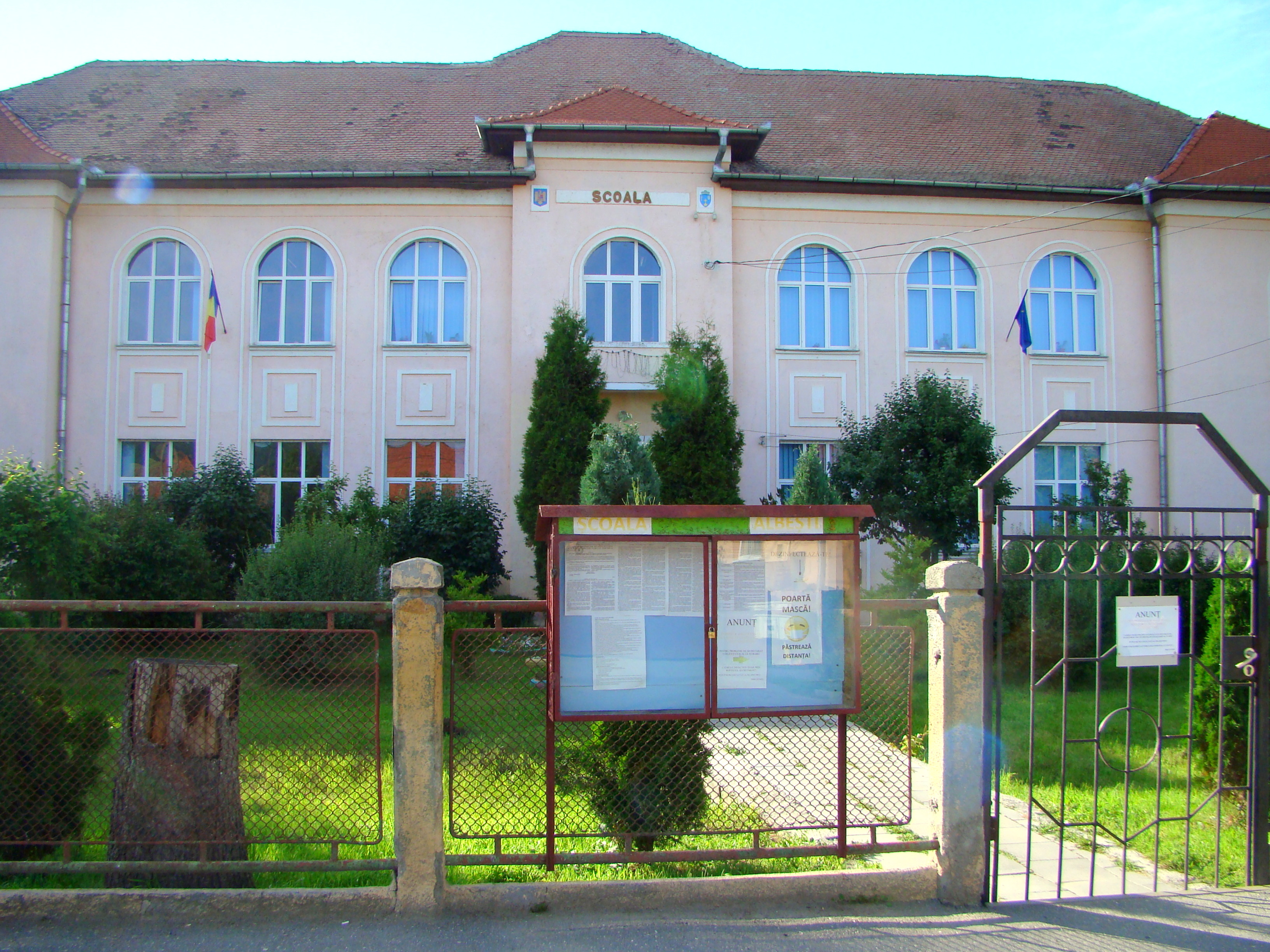
Școala
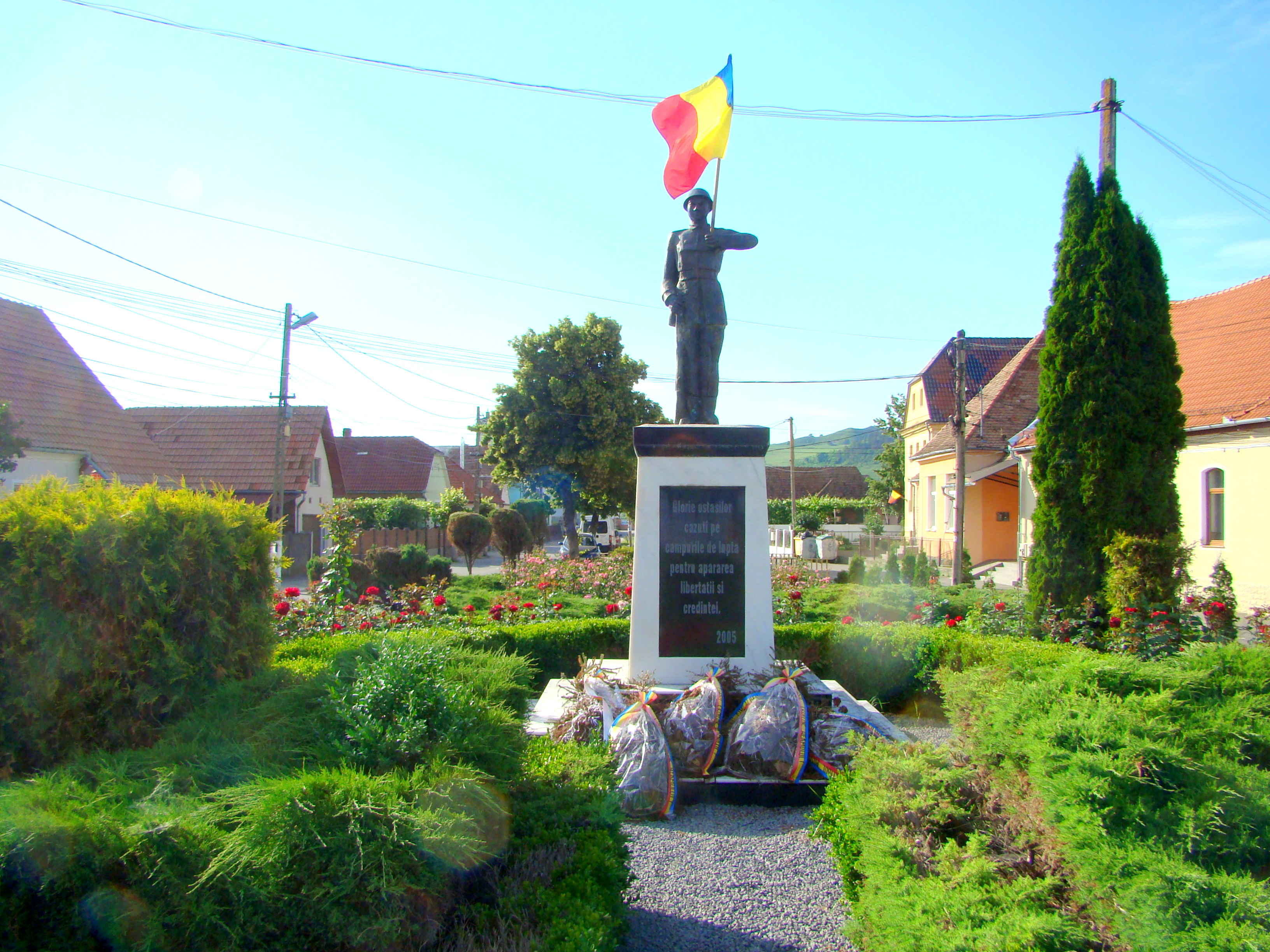
Monumentul eroilor
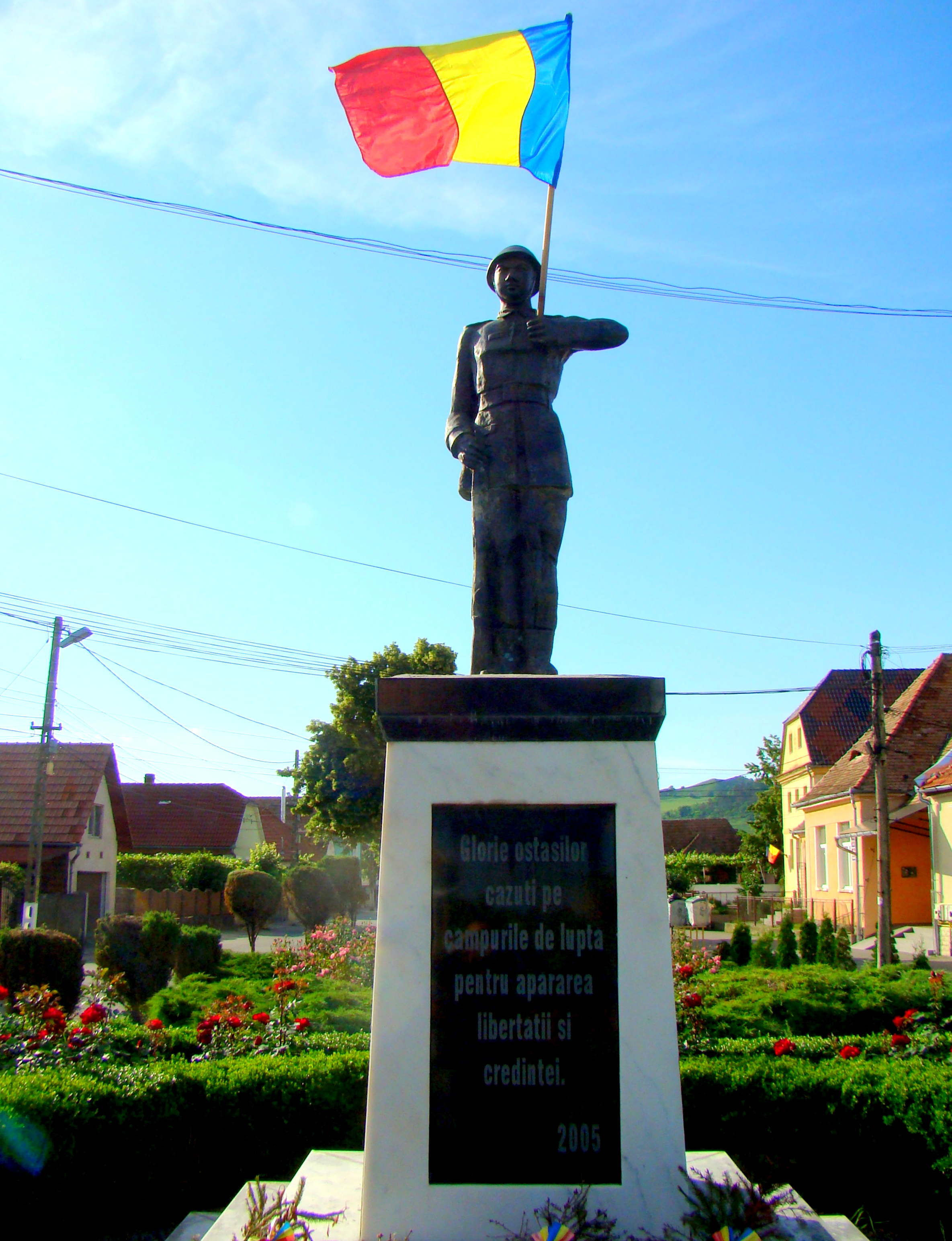
Monumentul eroilor
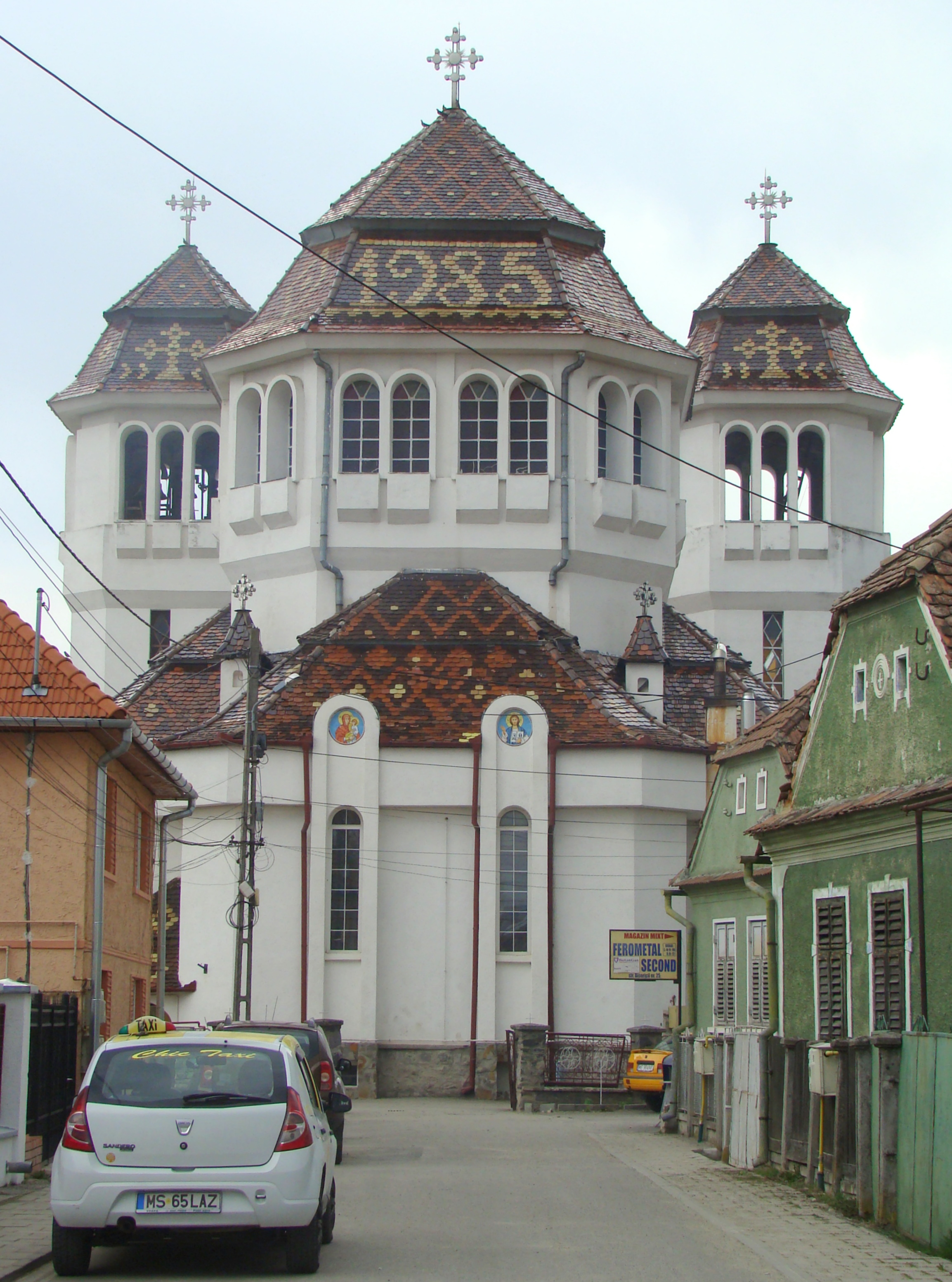
Biserica ortodoxă cu hramul „Sfinţii Arhangheli Mihail şi Gavriil”
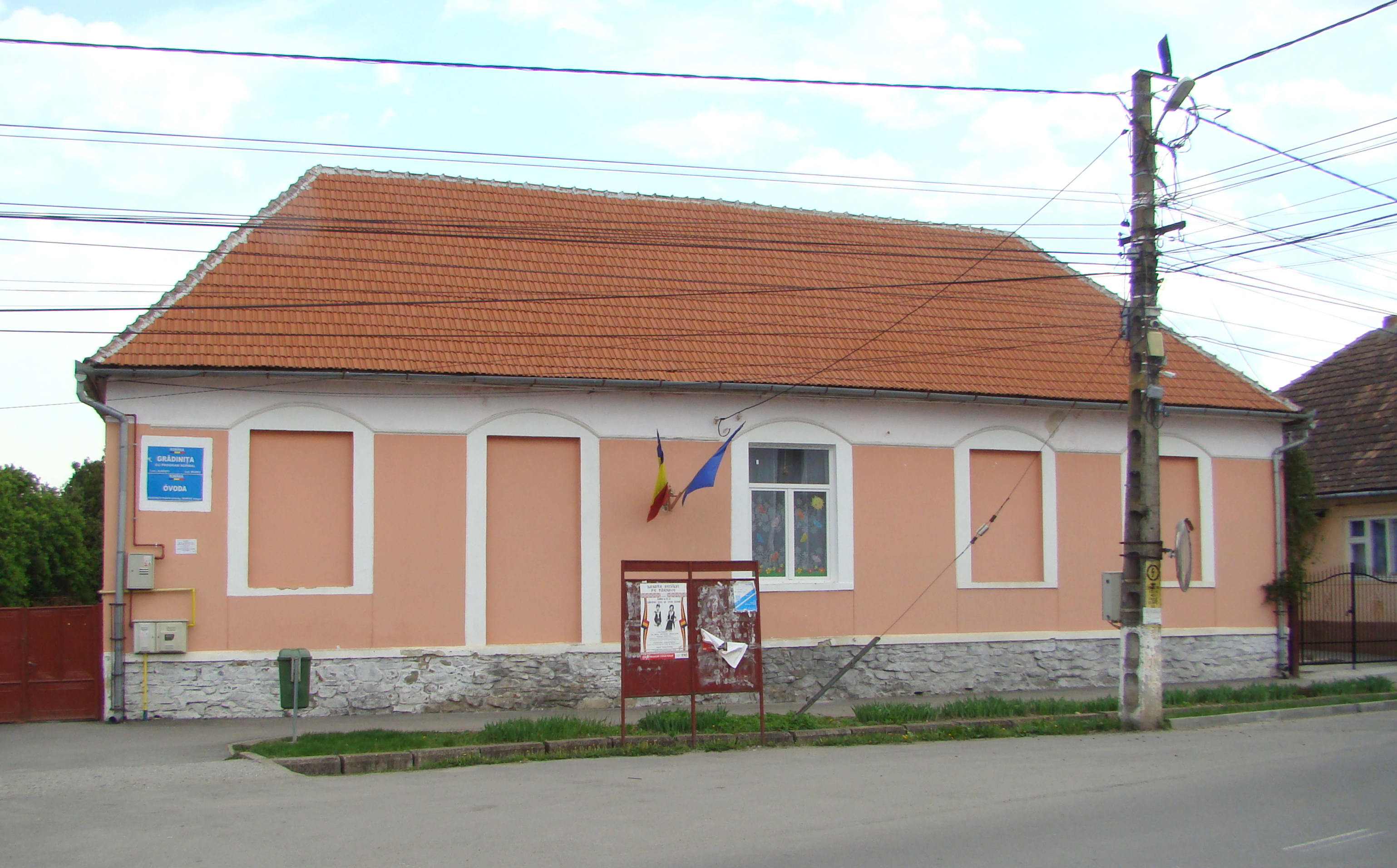
Grădinița
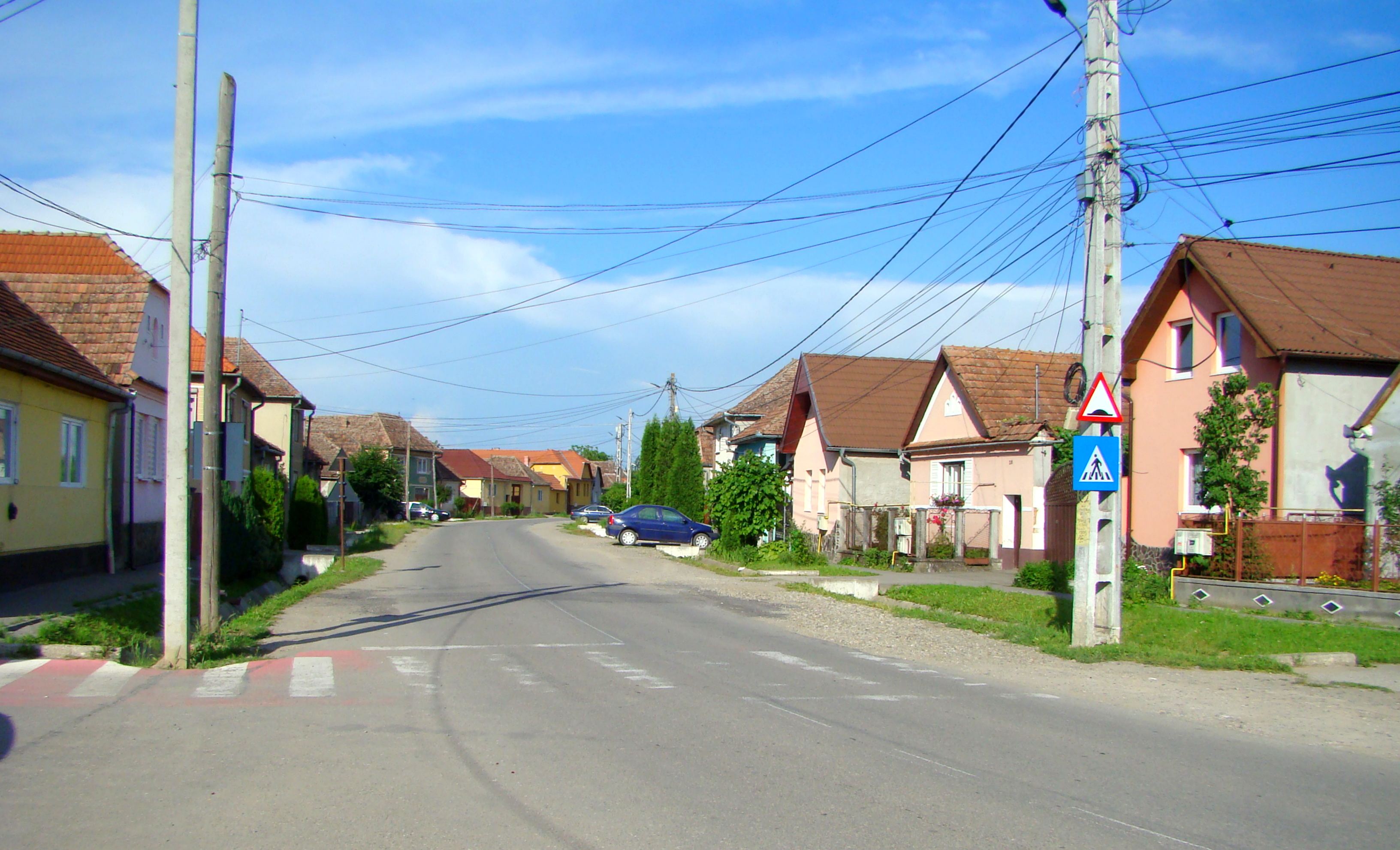
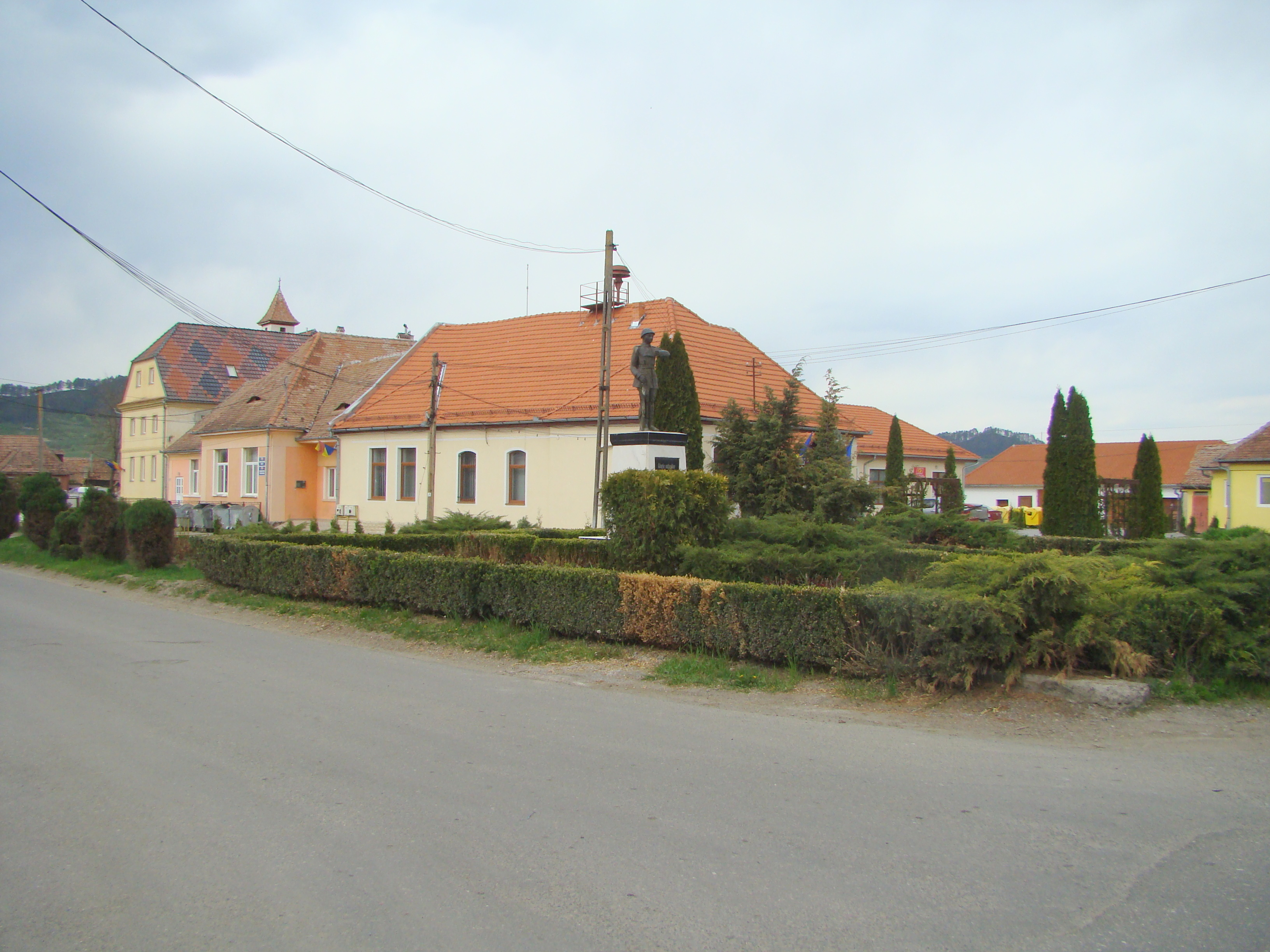
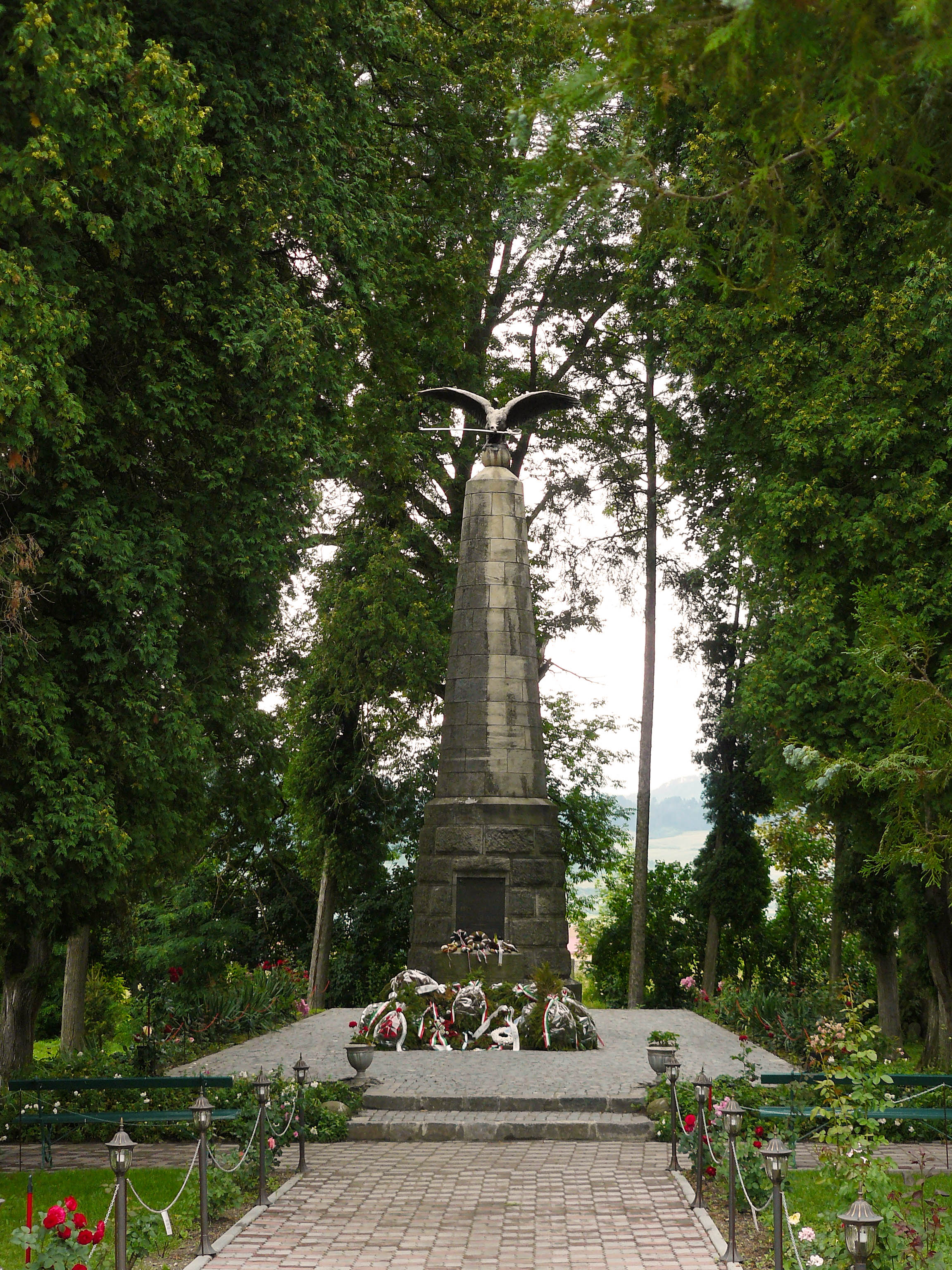
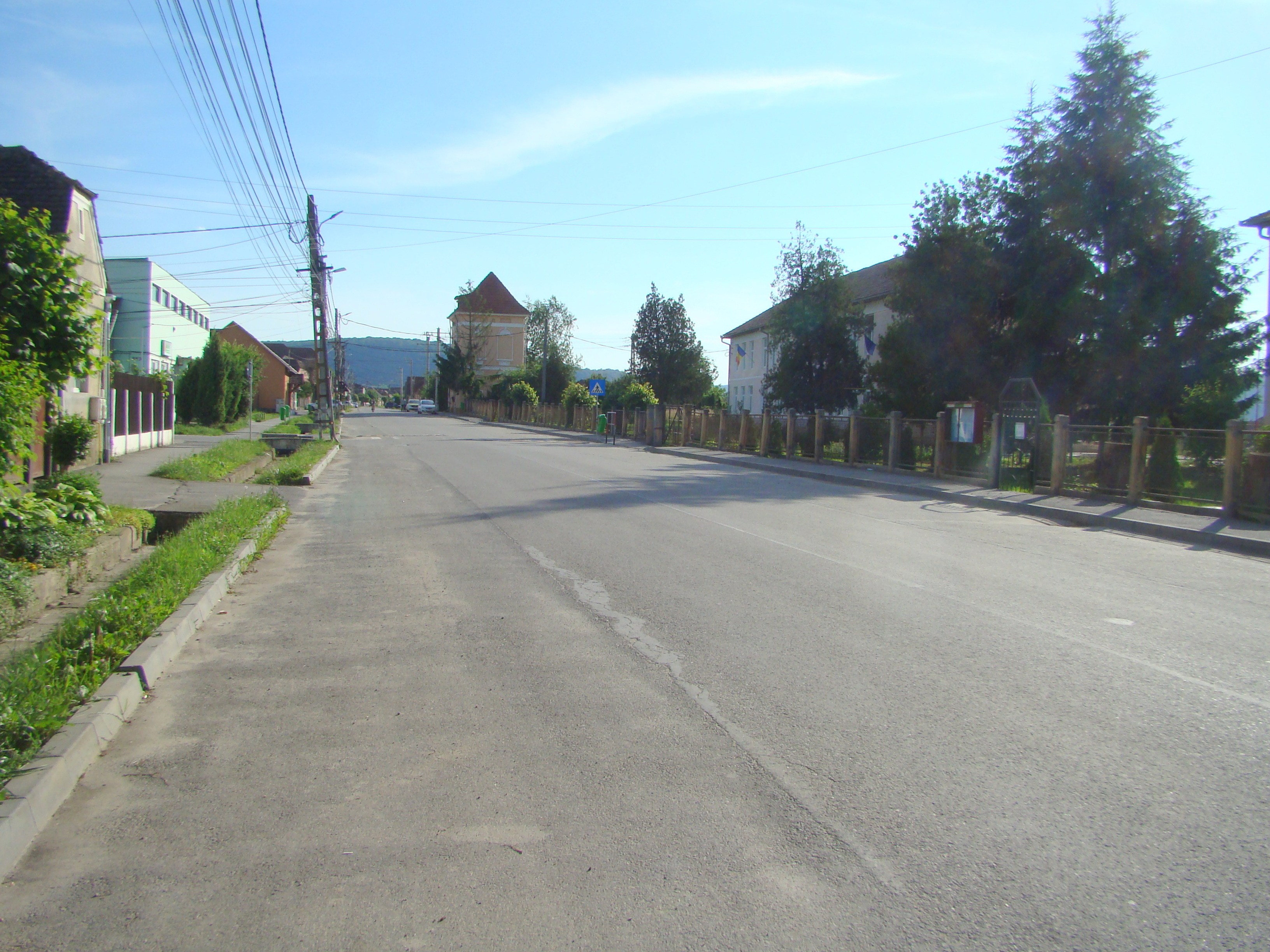